# Ludlow (época geológica)
| Sistema/Período | Série/Época | Andar/Estágio | Idade (Ma)   |
| --- | ----------- | ------------- | ------------ |
| Devoniano | Inferior    | Lochkoviano   | mais recente |
| Siluriano | Pridoli     | Pridoli       | 419.2-423.0  |
| Siluriano | Ludlow      | Ludfordiano   | 423.0–425.6  |
| Siluriano | Ludlow      | Gorstiano     | 425.6–427.4  |
| Siluriano | Wenlock     | Homeriano     | 427.4–430.5  |
| Siluriano | Wenlock     | Sheinwoodiano | 430.5–433.4  |
| Siluriano | Llandovery  | Teliquiano    | 433.4–438.5  |
| Siluriano | Llandovery  | Aeroniano     | 438.5–440.8  |
| Siluriano | Llandovery  | Rudaniano     | 440.8–443.8  |
| Ordoviciano | Superior    | Hirnantiano   | mais antigo  |
| Subdivisão do Siluriano de acordo com a Tabela Cronoestratigráfica Internacional versão 2015/1 da Comissão Internacional sobre Estratigrafia. |             |               |              |

Na escala de tempo geológico, Ludlow é a época do período Siluriano da era Paleozoica do éon Fanerozoico que está compreendida entre 427,4 milhões e 423 milhões de anos, aproximadamente. A época Ludlow sucede a época Wenlock e precede a época Pridoli, ambas de seu período. Divide-se nas idades Gorstiana e Ludfordiana, da mais antiga para a mais recente.